# Prințesa Alexandra de Anhalt
Prințesa Alexandra Therese Marie de Anhalt (4 aprilie 1868 - 26 august 1958) a fost prințesă de Anhalt și membră a Casei de Ascania prin naștere. Ca soție a lui Sizzo, Prinț de Schwarzburg, ea a devenit prințesă de Schwarzburg.

## Căsătorie
La sfârșitul anilor 1880 au apărut zvonuri false ale unui angajament între Prințul Albert Victor de Wales și Prințesa Alexandra când, de fapt, cuplul nu s-a întâlnit niciodată.
La Dessau, la 25 ianuarie 1897, Prințesa Alexandra s-a căsătorit cu Prințul Sizzo de Schwarzburg.   După căsătorie cuplul a locuit la Großharthau. Alexandra și Sizzo au avut trei copii:
- Prințesa Marie Antoinette de Schwarzburg (7 februarie 1898 - 4 noiembrie 1984); s-a căsătorit cu Friedrich Magnus V, Conte de Solms-Wildenfels; a avut copii
- Prințesa Irene de Schwarzburg (1899 - 1939)
- Friedrich Günther, Prinț de Schwarzburg (5 martie 1901 - 9 noiembrie 1971); s-a căsătorit cu Prințesa Sophie de Saxa-Weimar-Eisenach.